# 506 Marion
506 Marion è un asteroide della fascia principale del diametro medio di circa 105,94 km. Scoperto nel 1903, presenta un'orbita caratterizzata da un semiasse maggiore pari a 3,0401533 UA e da un'eccentricità di 0,1469518, inclinata di 16,99496° rispetto all'eclittica.
È stato chiamato così dallo scopritore, Raymond Smith Dugan, in onore di sua cugina, Marion Orcutt.